# Luiz Fernando Záchia
Luiz Fernando Salvadori Záchia OMM (Porto Alegre, 21 de novembro de 1955) é um empresário e político brasileiro filiado ao Movimento Democrático Brasileiro (MDB). Vereador de Porto Alegre de 1993 a 2002, deputado estadual do Rio Grande do Sul de 2003 a 2010, deputado federal em 2015, todos pelo MDB. Formado em administração de empresas pela Pontifícia Universidade Católica do Rio Grande do Sul (PUCRS), é filho do também político José Alexandre Zachia.
Em 2006, como deputado estadual, foi condecorado pelo vice-presidente José Alencar com a Ordem do Mérito Militar no grau de Oficial especial.
Em 2010, foi um dos deputados estaduais do Rio Grande do Sul que votou a favor do aumento de 73% nos próprios salários em dezembro, fato que gerou uma música crítica chamada "Gangue da Matriz" composta e interpretada pelo músico Tonho Crocco, que fala em sua letra os nomes dos 36 deputados (inclusive o de Záchia) que foram favoráveis a esse autoconcedido aumento salarial.